# The Address Downtown Dubaï
The Address Downtown Dubaï, anciennement The Address Downtown Burj Dubaï est un gratte-ciel situé à Dubaï.
Cette tour de 306 mètres de haut est située près de la Burj Khalifa, la tour la plus haute du monde ; et à proximité du Dubai Mall, le plus grand centre commercial du monde.
The Address Downtown Dubaï, alias Burj Dubai Lake Hotel & Serviced Apartments, est dirigé par la chaîne hôtelière internationale The Address Hotels + Resorts, lancée par le géant Emaar Properties.
L'hôtel est un 5 étoiles, et compte 196 chambres dites « haut de gamme », ainsi que 626 appartements. De nombreux services y sont proposés, notamment 8 restaurants et bar lounges, une piscine, des salons de coiffure, des instituts de beauté, des centres de remises en forme, etc.
Lors de son inauguration en 2008, ce bâtiment constitue la cinquième plus grande tour de Dubaï, derrière l'Emirates Tower One (355 m), la Rose Tower (333 m), le Burj al-Arab (321 m) et l'Emirates Tower Two (309 m). À peine trois ans plus tard, cette tour ne figure déjà plus dans le top 10 des immeubles de Dubaï, preuve du développement exponentiel de l'émirat.

## Incendie du 31 décembre 2015
Le 31 décembre 2015, un violent incendie se déclare dans la tour,, faisant 16 blessés, dont 14 légers, selon les autorités locales,. 
L’incendie se déclare peu après 21h30 heure locale (18h30 heure française). Des boules de feu tombent sur une terrasse du bâtiment et gagnent ensuite d’autres étages. L’incendie proviendrait du 20e étage de l'hôtel. 
Un photographe est miraculeusement sauvé ; il s’était accroché à une corde au 48e étage et a dû rester suspendu dans le vide pendant une demi-heure afin d'échapper à l’incendie.